# إبادة ذكرية

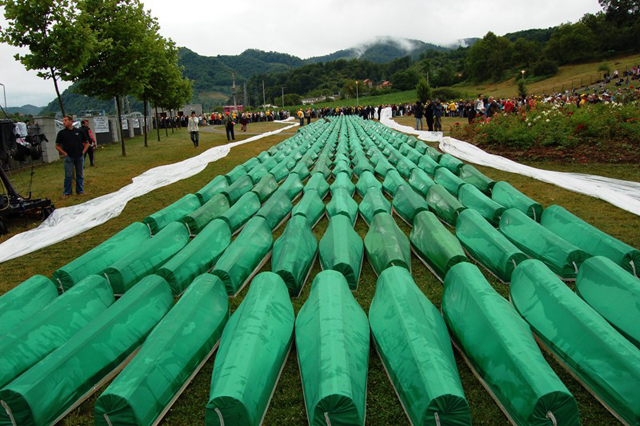

الإبادة الذكرية هي نوع من القتل النظامي للذكور لأسباب عديدة، غالبًا ما تكون ثقافية. ويمكن أن ترتكب الإبادة الذكرية أثناء الحروب لإضعاف القدرة القتالية المحتملة للعدو.

## معلومات تاريخية

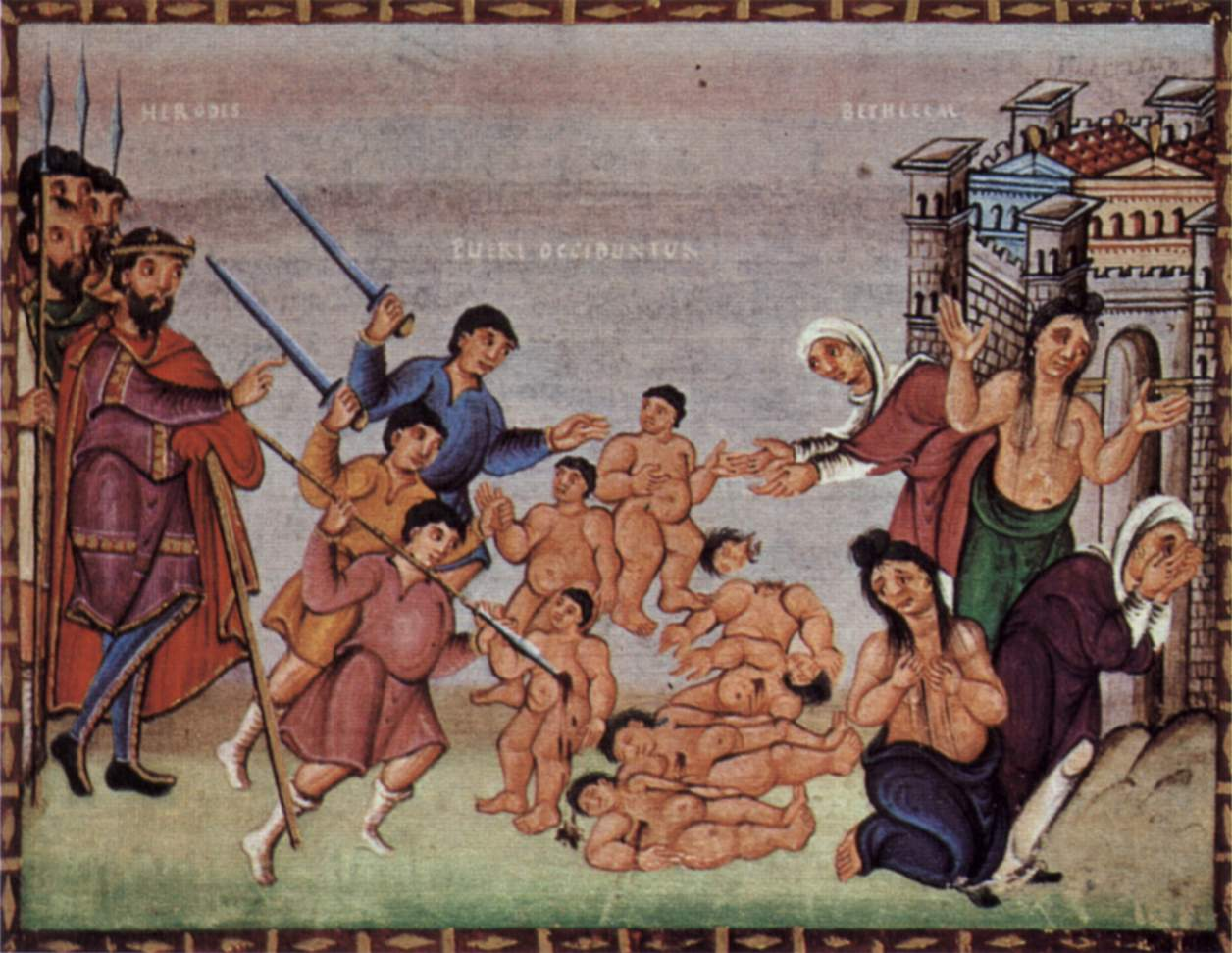
منمنمة كيرالد (سيد مخطوطات إجبرتي), يظهر فيها قتل الذكور الأطفال والذي قد يمثل أمر فرعون قتل أبناء بني إسرائيل

كانت الإبادة الذكرية ممارسة شائعة في العصور القديمة. تضمنت الروايات الخرافية حول احتلال الإغريق لمدينة ميليتوس حوالي القرن التاسع ق. م قيادة الابن الأسطوري لـبوسيدون، نيليوس، مذبحة ضد رجال ميليتوس والإقامة في المدينة بدلاً من رجالها الأصليين. وتتضمن الإبادات الذكرية المذكورة في الكتاب المقدس الانتقام من اغتصاب دينا في سفر التكوين، حيث قتل أخا دينا، شمعون وليفي، جميع الرجال في مدينة شكيم، حيث قام شكيم، ابن حمور وأمير المدينة، بـمضاجعة دينا (مسألة ما إذا كان ما حدث اغتصابًا أو إغواءً أو مضاجعة بالتراضي ما زالت مثارًا للجدل) عندما ذهبت لزيارة نساء المدينة. واستهدفت الإبادات الذكرية الأخرى المذكورة في الكتاب المقدس الأطفال، مثل سفر التثنية، عندما أمر فرعون بقتل أبناء بني إسرائيل، أو مذبحة الأبرياء كما روي في إنجيل متى، حيث أمر هيرودس الأول بقتل كل الأطفال الذكور تحت سن سنتين في مدينة بيت لحم في محاولة منه لقتل "ملك اليهود" المتنبأ به.
تعرضت القرية التشيكية ليديتشي، باعتبارها جزءًا من محمية بوهيميا ومورافيا النازية، بأوامر من زعيم الرايخ إس إس هاينريش هيملر لتدمير شامل على يد القوات الألمانية انتقامًا من اغتيال قائد الأمن العام للرايخ رينهارد هايدريش في أواخر ربيع عام 1942. وبحلول 10 يونيو 1942، كان قد قُتل إجمالي 173 رجلاً فوق 16 عامًا في القرية.
تتضمن الأمثلة الأحدث حملة أنفال في عام 1988 ضد الذكور الأكراد الذين كانوا يعتبرون في «سن القتال» (أو تقريبًا بين 15-50 عامًا) في كردستان العراق. وبالرغم من وقوع العديد من حالات القتل هذه بعد إلقاء القبض على الرجال الأكراد ونقلهم إلى معسكر الاعتقال، إلا أن أسوأ حالات الإبادة الذكرية حدثت في نهاية الحملة (25 أغسطس - 6 سبتمبر 1988). وبدأت هذه الإبادة فورًا بعد التوقيع على اتفاق وقف إطلاق النار مع إيران، مما سمح بنقل أعداد كبيرة من الرجال والمعدات العسكرية من جبهات القتال في الجنوب. وركزت حملة أنفال الأخيرة على «الوديان الضيقة والمنحدرة في بهدينانيون، وهي منطقة مساحتها أربعة آلاف ميل مربع من جبال زغروس يحدها من الشرق نهر الزاب الكبير ومن الشمال تركيا». وقد انفردت حملات أنفال بأن تضمنت قوائم «المفقودين» المقدمة إلى منظمة «هيومن رايتس ووتش/الشرق الأوسط» من قِبل الناجين «بشكل ثابت ذكورًا بالغين ومراهقين فقط، باستثناء واحد فقط وهم الآشوريون والأكراد اليزيديون»، الذين شكلوا أهدافًا إضافية للذبح. لم ينجح العديد من رجال بهدينانيون في الوصول حتى إلى محطات «الترحيل»، حيث كان يتم «إيقافهم في صفوف وقتلهم في مكان القبض عليهم، باختصار يتم الإعدام على يد فرق إطلاق النار بموجب تفويض من ضابط عسكري محلي».
تمثل مذبحة سربرنيتسا مثالاً حديثًا آخر على الإبادات الذكرية، والتي راح ضحيتها ما يقرب من 8000 رجل وصبي بوسني في 12 يوليو 1995، والتي حكمت محكمة العدل الدولية بأنها إبادة جماعية. منذ صباح يوم 12 يوليو، بدأت القوات الصربية في تجميع الرجال والصبيان من السكان اللاجئين في قرية بورتكارى واحتجازهم في أماكن منفصلة، وعندما بدأ اللاجئون في ركوب الحافلات المتجهة إلى الشمال ناحية الإقليم الذي يخضع لسيطرة البوسنة، قام الجنود الصرب بعزل الرجال البالغين سن الجيش الذين كانوا يحاولون ارتقاء الحافلات. ومن وقتٍ لآخر، كان يتم إيقاف المسنين والصبيان الأصغر سنًا (بعضهم صغير جدًا يبلغ 14 أو 15 عامًا). ونقل هؤلاء الرجال إلى مبنى في قرية بورتكارى يشار إليه باسم «البيت الأبيض». وفي ساعة مبكرة من مساء يوم 12 يوليو 1995، بلغ الرائد فرانكن في الكتيبة الهولندية عدم وصول أي رجال مع النساء والأطفال إلى وجهتهم في مدينة كلادانج.
وفي 13 يوليو 1995، شهدت قوات الكتيبة الهولندية دلائل مؤكدة تثبت قتل جنود الصرب عددًا من الرجال البوسنيين الذين تم فصلهم عن الباقين. على سبيل المثال، رأى العريف فاسين جنديين يقتادان رجلاً خلف «البيت الأبيض»، ثم سمع صوت طلق نار ورأى الجنديين يعودان وحدهما. ورأى ضابط آخر في الكتيبة الهولندية جنودًا صرب يقتلون رجلاً أعزل بتصويب طلقة واحدة إلى رأسه وسمع صوت إطلاق نار من 20-40 مرة في الساعة طوال فترة بعد الظهر. وعندما أبلغ جنود الكتيبة الهولندية الكولونيل جوزيف كينغوري، مراقب الأمم المتحدة العسكري (UNMO) في منطقة سربرنيتسا، أنه يتم اقتياد الرجال خلف «البيت الأبيض» ولا يعودون مرة أخرى، ذهب الكولونيل كينغوري للتحقق. وفي أثناء اقترابه من المكان سمع صوت طلقات نارية، ولكن استوقفه الجنود الصرب قبل أن يتمكن من معرفة ما الذي يحدث.
وكانت تنفذ بعض عمليات الإعدام في الليل تحت أضواء المصابيح القوسية، ثم تقوم جرافات صناعية بدفع الجثث داخل مقابر جماعية. ووفقًا للأدلة التي جمعها رجل الشرطة الفرنسي جان رينيه رويز من البوسنيين، فقد كان يتم دفن بعضهم أحياءً، إلى جانب سماعه شهادات تصف قيام القوات الصربية بقتل وتعذيب اللاجئين حسبما تشاء، وكانت الجثث ملقاة في الشوارع، كما انتحر البعض لتجنب التعرض لقطع أنوفهم وشفاههم وآذانهم وإجبار الجنود للأشخاص البالغين على مشاهدة منظر قتل أطفالهم بأعينهم.